# Lolabúm
Lolabúm es una banda de rock ecuatoriano formada en Quito a mediados del 2014. Está conformada actualmente por el cantante y multinstrumentista Pedro Bonfim, el bajista Martín Erazo, el guitarrista Joaquín Prado y el baterista José Miguel Fabre.  La banda entró a la escena musical ecuatoriana en 2015 con varios conciertos en diferentes ciudades de Ecuador. En 2016 lanzaron su primer álbum de estudio El Cielo con el cual exploraron un sonido de rock y rock alternativo con una producción similar al lo-fi. En julio de 2018, la banda sacó su segundo álbum Tristes Trópicos, con letras de mayor profundidad y sonidos diversos tomando elementos de géneros como el reguetón, la música latinoamericana y el hip-hop. La banda forma parte de la nueva ola de artistas ecuatorianos la cual se ha desarrollado durante la década del 2010. 
Actualmente se localiza en Colombia, país desde el cual continúan desarrollando su propuesta artística sin dejar de lado en ningún momento sus orígenes ecuatorianos, se mantienen activos en temas políticos e incluyen en su musica elementos tradicionales de su cultura de origen, realizando a su vez un importante trabajo de rescate y popularización de la tradición ecuatoriana. 

## Origen (2014)
Lolabúm es la creación del cantante y guitarrista quiteño Pedro Bonfim, inspirado en el ambiente musical en el cual vivió debido a la cercanía de sus padres con la música. La alineación de la banda varió en sus inicios, con miembros como Michaela Garay en la batería y Estevan Ricaurte en la guitarra quienes salieron de la banda debido a factores externos. La banda comenzó su carrera sacando sencillos como Que asco de Sábado y Animales mal disecados, ambas canciones especialmente energéticas y que fueron recibidas positivamente en la escena musical ecuatoriana. Fue en este período en el que tuvieron sus primeras presentaciones como el Festival la Cochera de Ibarra o como teloneros el conciertos como el de la banda colombiana Monsieur Periné.

## Música

### El Cielo (2016)
El 4 de febrero de 2016, la banda sacó a la luz su primer álbum, el cual tiene elementos de noise rock, punk y rock alternativo. El sonido es similar al de otras bandas de indie rock del 2000 como The Strokes o Arctic Monkeys. El orden del disco únicamente respondía a la manera en que la banda componía su repertorio de canciones para sus conciertos. En este álbum se pueden encontrar canciones como Ventanas y Que asco de sábado en las cuales se toca temas como el amor, mezclados con elementos de la identidad ecuatoriana. A través de este lanzamiento, la banda fue ganando mayor tracción especialmente en círculos cercanos a otras bandas ecuatorianas como La Máquina Camaleón. En 2017, realizaron colaboraciones con otros artistas como Les Petit Bâtards.

### Tristes Trópicos (2018)
El 13 de julio de 2018 la banda lanzó su segundo álbum Tristes Trópicos, nombre inspirado en un libro de Claude Levi Strauss en el cual documenta sus viajes y trabajo antropológico, además de insertar reflexiones filosóficas e ideas que vinculan muchas disciplinas académicas, como la sociología, la geología, la música, la historia y la literatura. Este álbum fue producido bajo el sello discográfico PoliMusic y fue apoyado por varias personalidades de la música independiente latinoamericana como Felipe Lizarzaburu y Lucca Bocci. Con este disco, la banda llegó a un nuevo grado de popularidad, alcanzando rápidamente al top 50 de los álbumes más escuchados en Ecuador. Así también, fue recibido con aclamo por los críticos ecuatorianos, quienes resaltaron su sonido único y su manera de tratar temas como la identidad latinoamericana. Para promocionar este disco, la banda lanzó videos musicales de varias de las canciones que lo componen como El Ecuador, Sin Sol, Lágrima e Insistencia. La popularidad del álbum permitió a la banda realizar varias giras en Ecuador incluyendo su participación en festivales como el Funkafest, e inclusive una gira por Colombia siendo esta su primera gira en el extranjero.

### Verte Antes De Fin De Año y O Clarividencia (2020)
Después del éxito de Tristes Trópicos la banda se enfocó en la composición y producción de una serie de dos nuevos discos. Estos se comenzaron a componer desde diciembre de 2018 como una exploración personal de Pedro Bonfim durante una etapa de depresión. Sin embargo, a lo largo del 2019 y del 2020 el proyecto fue mutando por las crisis nacionales e internacionales observadas desde un punto de vista personal. La crisis política ocurrida en el Ecuador en octubre del 2019 debido al aumento del precio de la gasolina y la pandemia del coronavirus llevaron a Bonfim a replantearse el tono y la temática de sus nuevos proyectos, llegando incluso a eliminar y reescribir canciones ya grabadas. Así también, la cuarentena dio paso un cambio en el estilo de producción de ambos discos, obligando a la banda a tomar un acercamiento a estilos como el lo-fi. De acuerdo con el artista, el resultado fue la adopción de un rol productivo como sustitución del de cantautores para este nuevo ciclo.
El 26 de mayo de 2020, a través de un comunicado por redes sociales, la banda anunció el lanzamiento de dos discos para este año. El primero; Verte Antes de Fin de Año, planificado para el 31 de julio, y el segundo; O Clarividencia, con fecha del 11 de septiembre, el cual finalmente fue pospuesto al 9 de octubre debido a un sueño de Pedro Bonfim. El 26 de junio del mismo año la banda lanzó el primer sencillo de estos dos proyectos titulado Penitas junto con su videoclip, dirigido por el vocalista Pedro Bonfim. En este se muestran varios símbolos religiosos vinculados con la ciudad de Quito junto con secuencias oníricas protagonizadas por personajes usando caretas, el sonido de la canción resulta en una mezcla de estilos donde se combinan sonidos tradicionales brasileños y ecuatorianos sin perder el aire fresco y moderno de la banda. El 13 de julio anunciaron a través de sus plataformas digitales el lanzamiento del sencillo Cuando Quieres Jugar Conmigo realizado en colaboración con la cantautora cuencana Neoma. Este fue publicado 11 días después, el 24 de julio, a través del canal de Youtube de Neoma y las cuentas de Spotify de ambos artistas. El 31 de julio fue estrenado el primer álbum de este ciclo, Verte Antes de Fin de Año, a través de un estreno en directo en Youtube con Bonfim presente y recomendando a la audiencia de que escucharan el disco completo y en orden al menos una vez.

### Muchachito Roto (2023)
El 17 de marzo de 2023 el álbum Muchachito Roto es lanzado al aire, este disco fue producido y mezclado por Ernesto Karolys en Quito entre marzo y agosto de 2022. 
Este álbum narra un viaje de crecimiento y superación, cuenta la historia de un personaje protagonista que pasa por diversas etapas vitales. Esta historia es contada a través de varias capas de humor y sentimentalismo, siendo al mismo tiempo un tributo a la música ecuatoriana. Encontramos un sinfín de referencias a Ecuador tanto en las letras de las canciones, como en los ritmos utilizados, de forma en la que casi la totalidad de las canciones cuentan con samples y referencias a otras creaciones del país, consumidas por los creadores de la obra durante su crecimiento. Algunos ejemplos de artistas mencionados son  Polibio Mayorga, Eduardo Zurit y Kiruba. 

## Discografía

### Álbumes de estudio
- El Cielo (2016)
- Tristes Trópicos (2018)
- Verte Antes De Fin De Año (2020)
- O Clarividencia (2020)
- Muchachito Roto (2023)

### Sencillos
- Penitas (2020)
- Cuando Quieres Jugar Conmigo (2020) feat. Neoma
- Ciudad Cenicero (2024) feat. Nicolás Y Los Fumadores